# Проспект Сююмбике
Проспект Сююмбике (тат. Сөембикә проспекты) — одна из четырёх главных магистралей Нового города в Набережных Челнах. Проходит через Автозаводский и Центральный районы города.

## История
Строительство проспекта Сююмбике, велось одновременно со строительством жилых массивов Нового города — в 1970-х годах. До 1992 года этот проспект носил название «Ленинский», однако по ходатайству городской комиссии по топонимике, архитектуре и искусству был переименован в проспект Сююмбике — в честь полулегендарной женщины в истории татар, царицы Сююмбике (1516—1566) — правительницы Казанского ханства в 1549—1551 годах.

## Расположение и благоустройство
Проспект Сююмбике является одним из центральных проспектов в новой, северо-восточной части города Набережные Челны. Проспект берёт своё начало от пересечения с проспектом Дружбы народов и заканчивается пересечением с проспектом Яшьлек. Вдоль проспекта расположены 11, 41, 16, 14, 19, 43, 45, 21, 20, 47, 23, 24, 49, 25, 51 жилые комплексы. Проспект Сююмбике — один из благоустроенных проспектов города, на котором ещё предстоит построить новый деловой центр Набережных Челнов «Chelny-Сity». Сегодня это широкая улица с двухсторонним движением и многоэтажными домами. Протяжённость проспекта составляет около 5,6 км. Ширина проезжей части — по три полосы в каждую сторону. На протяжении проспекта имеются два подземных пешеходных перехода, а также шесть светофоров. Интенсивность движения на проспекте составляет 1450 авт./час, пропускная способность — 3850 авт./час. Дорожные пробки для этого проспекта не характерны. Даже в час пик ситуация здесь намного лучше, нежели на других центральных автомагистралях. В 2015 году был произведен капитальный ремонт проспекта Сююмбике на общую сумму 660 млн рублей. Было положено 222 000 м² асфальтобетонного покрытия, заменено 3 км бортового камня, отремонтированы 134 дождеприемных колодцев, устроено 3 км тротуаров, установлено 28 остановочных павильонов нового образца и 1026 новых дорожных знаков.

## Архитектура и значимые объекты
На проспекте Сююмбике расположены сравнительно новые здания и сооружения, среди которых имеются как дома конца 1970-х — начала 1980-х, так и современные многоквартирные дома. Здесь находится одно из самых высоких сооружений города — 25-этажный жилой дом 19/01, а также 24- и 18-этажные башни жилого комплекса «Сююмбике». Необычным строением отличается дом, прозванный в народе «домом-книжкой». В начале XXI века на проспекте появились здания банка «Девон-кредит», торговых центров «Апельсин» и «Бахетле». Инфраструктура проспекта включает различные социальные объекты, административные и культурно-бытовые учреждения: к примеру, администрацию города, ледовый дворец, сбербанк, торговые центры различного ценового уровня.
С 2009 года на проспекте Сююмбике рядом со зданием администрации города ведётся строительство крупнейшей в Татарстане соборной мечети «Джамиг», включающей в себя пятиэтажное здание мечети с четырьмя минаретами, исламское учебное заведение, гостиницу, кафе, торговые точки.

## Общественный транспорт
Общественный транспорт на проспекте Сююмбике представлен автобусами, маршрутными такси и трамваями.
В 2006 году на проспекте Сююмбике был введён новый 2-х километровый участок трамвайных путей — от пересечения с проспектом Вахитова до пересечения проспектом Беляева.
В 2014 году была введена в эксплуатацию трамвайная ветка от 16-го комплекса до Пединститута, проходящая до конца проспекта Сююмбике и далее через проспект Мира и Набережночелнинский проспект до улицы Низаметдинова. Линия связала Новый город с исторической частью Челнов по кратчайшему пути.
Ежегодно 9 мая начиная c 2009 года на остановке «Пушкинская», расположенной на проспекте Сююмбике, проходит флешмоб «Магнитный трамвай».